# Йожеф Наваррете
Йожеф Наваррете (угор. Navarrete József, нар. 26 грудня 1965, Санта-Клара, Куба) — угорський фехтувальник на шаблях кубинського походження, срібний призер Олімпійських ігор 1996 року, дворазовий чемпіон світу.

## Виступи на Олімпіадах
| Олімпіада    | Дисципліна          | Місце |
| ------------ | ------------------- | ----- |
| Атланта 1996 | індивідуальна шабля | 4     |
| Атланта 1996 | командна шабля      | 2     |